# جيف بول
جيف بول (بالإنجليزية: Geoff Bull)‏ هو عازف جاز أسترالي، ولد في 26 مايو 1942.